# Zaroun
Zaroun (arabe : زرعون) ) est un village libanais situé dans le caza du Metn au Mont-Liban au Liban. 